# ビッグゲーム 大統領と少年ハンター
『ビッグゲーム 大統領と少年ハンター』（ビッグゲームだいとうりょうとしょうねんハンター、Big Game）は、2014年にフィンランドが製作したアクション冒険映画。ヤルマリ・ヘランダーが監督・脚本を務めた。出演はサミュエル・L・ジャクソン、オンニ・トンミラ、フェリシティ・ハフマン、ヴィクター・ガーバー、テッド・レヴィン、ジム・ブロードベント、レイ・スティーヴンソン。

## ストーリー
フィンランドに住む少年オスカリは13歳になった通過儀礼として、大きな獲物を狩るために山中で一夜を過ごそうとする。一方その頃、アメリカ合衆国大統領ウィリアム・アラン・ムーアを乗せたエアフォースワンが、何者かに対ミサイル防御装置を停止させられ、ハザルらテロリストの放った地対空ミサイルで墜落する。ムーアは間一髪脱出ポッドで逃げ出して山間に降り、オスカリに会う。ペンタゴンでは副大統領、CIA長官、陸軍大将、そしてCIA局員のハーバートが衛星で大統領の姿を追う。
オスカリは高名な狩人の父のくれた地図に従って冷蔵庫を見つけるが、中に自分を心配して父が用意してくれた鹿の頭を見つけて自信を失う。そこにムーアを追って降下したシークレットサービスのモリスが現れてムーアを捕える。モリスは雇い主のハザルを呼ぶ。ハザルはムーアを冷蔵庫に入れてヘリコプターで運ぶ。オスカリは冷蔵庫に飛び乗り、ロープを切る。冷蔵庫は川に落ち、湖に流れてエアフォースワンの残骸に流れ着く。オスカリとムーアは機内に入って助けを待とうとするが、ハザルが侵入して来て時限爆弾を仕掛け、ムーアを殺そうとする。モリスはムーアもろともハザルを殺そうとする。ムーアはハザルを殺し、オスカリとともに緊急脱出装置で逃げ出す。モリスはヘリコプターから二人を撃とうとするが、オスカリの放った矢がモリスの胸に残った弾丸の破片を刺激し、もがくモリスの銃弾がパイロットを殺す。エアフォースワンは爆発し、緊急脱出装置は爆風に流されてオスカリの父やネイビーシールの前に着陸する。ムーアはオスカリの勇気をほめたたえる。
ペンタゴンでは、ハーバートと副大統領がトイレで密談を交わし、二人が陰謀を企みハザルを雇っていたことがわかる。ハーバートは副大統領を殺し、滑って死んだように見せかける。

## キャスト
※括弧内は日本語吹替
- ウィリアム・アラン・ムーア大統領 - サミュエル・L・ジャクソン（大塚明夫）
- オスカリ - オンニ・トンミラ（フィンランド語版）（村中知）
- モリス - レイ・スティーヴンソン（楠大典）
- 副大統領 - ヴィクター・ガーバー（原康義）
- ハザル - マフメット・クルトゥルス（英語版）（遠藤大智）
- アンダーウッド陸軍大将 - テッド・レヴィン（金子由之）
- タピオ - ヨルマ・トンミラ（フィンランド語版）（辻親八）
- ハマラ - リスト・サルミ（フィンランド語版）（浦山迅）
- CIA長官 - フェリシティ・ハフマン（品田美穂）
- ハーバート - ジム・ブロードベント（樋浦勉）

## その他
- 劇中で親子役を演じたオンニ・トンミラ（フィンランド語版）とヨルマ・トンミラ（フィンランド語版）は実際の親子である。2人は同じくヤルマリ・ヘランダー（英語版）が監督・脚本を務めた2010年のフィンランド映画『レア・エクスポーツ 〜囚われのサンタクロース〜（英語版）』でも親子役で共演している。